# Mistrovství světa juniorů v ledním hokeji 1991
Mistrovství světa juniorů v ledním hokeji 1991 se konalo 26. prosince 1990 až 4. ledna 1991 v kanadské provincii Saskatchewan.

## Pořadí
| pozice | Tým       | Z | GS | GI | B  |
| ------ | --------- | - | -- | -- | -- |
| 1.     | Kanada    | 7 | 40 | 18 | 11 |
| 2.     | SSSR      | 7 | 44 | 15 | 11 |
| 3.     | ČSFR      | 7 | 44 | 19 | 10 |
| 4.     | USA       | 7 | 45 | 19 | 9  |
| 5.     | Finsko    | 7 | 35 | 30 | 7  |
| 6.     | Švédsko   | 7 | 32 | 29 | 6  |
| 7.     | Švýcarsko | 7 | 5  | 48 | 2  |
| 8.     | Norsko    | 7 | 8  | 75 | 0  |

## Výsledky
26.12.1990

Kanada – Švýcarsko 6:0 (2:0, 2:0, 2:0)

ČSFR – Norsko 11:3 (4:1, 3:1, 4:1)

Finsko – Švédsko 8:5 (2:3, 3:1, 3:1)

SSSR – USA 4:2 (1:1, 1:0, 2:1)

27.12.1990

Kanada – USA 4:4 (1:3, 1:0, 2:1)

Švédsko – ČSFR 4:3 (1:1, 2:1, 1:1)

28.12.1990

Finsko – Švýcarsko 7:1 (1:0, 4:0, 2:1)

SSSR – Norsko 13:0 (5:0, 5:0, 3:0)

29.12.1990

Kanada – Norsko 10:1 (4:0, 4:0, 2:1)

SSSR – Švédsko 5:1 (3:0, 2:0, 0:1)

ČSFR – Švýcarsko 10:0 (3:0, 4:0, 3:0)

USA – Finsko 6:3 (4:0, 1:1, 1:2)

30.12.1990

Kanada – Švédsko 7:4 (2:2, 1:2, 4:0)

ČSFR – USA 5:1 (1:0, 0:0, 4:1)

31.12.1990

Finsko – Norsko 10:2 (1:1, 6:0, 3:1)

SSSR – Švýcarsko 10:1 (2:0, 5:1, 3:0)

1.1.1991

Kanada – Finsko 5:1 (4:0, 0:1, 1:0)

USA – Norsko 19:1 (10:0, 1:1, 8:0)

Švédsko – Švýcarsko 6:1 (0:0, 3:1, 3:0)

SSSR – ČSFR 5:3 (3:0, 1:0, 1:3)

2.1.1991

ČSFR – Kanada 6:5 (2:1, 2:3, 2:1)

USA – Švédsko 5:2 (1:1, 2:0, 2:1)

3.1.1991

SSSR – Finsko 5:5 (0:1, 2:3, 3:1)

Švýcarsko – Norsko 2:1 (0:0, 1:0, 1:1)

4.1.1991

Kanada – SSSR 3:2 (2:0, 0:1, 1:1)

Švédsko – Norsko 10:0 (2:0, 3:0, 5:0)

ČSFR – Finsko 6:1 (3:0, 2:1, 1:0)

USA – Švýcarsko 8:0 (4:0, 2:0, 2:0)

## Soupisky
Kanada
Brankáři: Trevor Kidd, Félix Potvin

Obránci: Patrice Brisebois, Chris Snell, Jason Marshall, John Slaney, Karl Dykhuis, David Harlock, Scott Niedermayer

Útočníci: Eric Lindros, Dale Craigwell, Kent Manderville, Greg Johnson, Mike Sillinger, Pierre Sévigny, Pat Falloon, Steve Rice, Scott Thornton, Kris Draper, Mike Craig, Martin Lapointe, Brad May.
  SSSR
Brankáři: Sergej Zvjagin, Sergej Tkačenko

Obránci: Dmitrij Juškevič, Darjus Kasparajtis, Sandis Ozoliņš, Boris Mironov, Alexej Žitnik, Dmitrij Motkov, Eugene Regents

Útočníci: Pavel Bure, Vjačeslav Kozlov, Alexej Kudašov, Michail Volkov, Oleg Petrov, Konstantin Korotkov, Sergej Zolotov, Sergej Berezin, Sergej Žoltoks, Valerij Karpov, Jegor Baškatov, Jan Kaminski, Sergej Martyňuk.
  ČSFR
Brankáři: Milan Hnilička, Roman Čechmánek

Obránci:Jiří Šlégr, Jiří Kuntoš, Martin Hamrlík, Jiří Malinský, Miloš Holaň, Jaroslav Modrý, Ivan Droppa, Patrik Luža

Útočníci: Martin Ručinský, Žigmund Pálffy, Martin Madový, Branislav Jánoš, Jozef Stümpel, Jaromír Kverka, Marián Uharček, Martin Straka, Martin Procházka, Roman Meluzín, Jaroslav Brabec, Tomáš Mikolášek.
 USA
Brankáři: Mike Dunham, Mike Heinke

Obránci:Brent Brekke, Tony Burns, Chris Imes, Ken Klee, Scott Lachance, Aaron Miller, Ian Moran, Paul Neaton

Útočníci: Mike Doers, Ted Drury, Bryan Ganz, Chris Gotziaman, Craig Johnson, Trent Klatt, Bill Lindsay, Derek Plante, Brian Rolston, Jim Storm, Keith Tkachuk, Doug Weight.
 Finsko
Brankáři: Mikael Granlund, Pasi Kuivalainen

Obránci:Tommy Grönlund, Janne Grönvall, Erik Kakko, Petri Kalteva, Niko Marttila, Sami Nuutinen, Teemu Sillanpää, Mika Yli-Mäenpää

Útočníci: Kim Ahlroos, Mika Alatalo, Marko Jantunen, Tommy Kiviaho, Toni Koivunen, Petteri Koskimäki, Tero Lehterä, Jere Lehtinen, Tommi Pullola, Jarkko Varvio, Vesa Viitakoski, Juha Ylönen.
 Švédsko
Brankáři: Tommy Salo, Rolf Wanhainen

Obránci:Henric Björkman, Thomas Carlsson, Jörgen Eriksson, Peter Jakobsson, Stefan Nyman, Mattias Olsson, Thomas Rhodin

Útočníci: Björn Ahlström, Niklas Andersson, Erik Andersson, Peter Ekelund, Nichlas Falk, Kristian Gahn, Anders Huusko, Erik Huusko, Stefan Ketola, Ove Molin, Fredrik Nilsson, Michael Nylander, Marcus Thuresson.
 Švýcarsko
Brankáři: Pauli Jaks, Nando Wiesner

Obránci: Raoul Baumgartner, Marco Bayer, Nicola Celio, Thomas Derungs, Noël Guyaz, Simon Hochuli, Olivier Keller, Andy Krapf, Didier Princi, Björn Schneider, Daniel Sigg

Útočníci: René Ackermann, Thomas Burillo, Arthur Camenzind, Marco Ferrari, Marco Fischer, Axel Heim, Daniel Meier, Andy Rufener, Bernhard Schümperli.

 Norsko
Brankáři: Eivind Kristiansen, Morten Kristoffersen, Øivind Sørlie

Obránci: Per Odvar Walbye, Peter Samuelsen, Michael Smithurst, Anders Larsen, Eivind Olsen, Svein Enok Nørstebø, Jan Tore Rønningen, Carl Oskar Bøe Andersen

Útočníci: Erik Tveten, Espen Knutsen, Kim Fagerhøi, Jo Espen Leibnitz, Arve Jansen, Rune Fjeldstad, Vegard Barlie, Jarle Gundersen, Robert Sundt, Christian Kjeldsberg, Thomas Johansson, Terje Haukali

## Turnajová ocenění
|                            | Brankář    | Obránce          | Obránce        | Útočníci     | Útočníci     | Útočníci        |
| -------------------------- | ---------- | ---------------- | -------------- | ------------ | ------------ | --------------- |
| Ceny direktoriátu IIHF     | Pauli Jaks | Jiří Šlégr       | Jiří Šlégr     | Eric Lindros | Eric Lindros | Eric Lindros    |
| All-Star Tým (podle médií) | Pauli Jaks | Dmitrij Juškevič | Scott Lachance | Mike Craig   | Eric Lindros | Martin Ručinský |

### Produktivita
| Hráč            | G  | A  | Body |
| --------------- | -- | -- | ---- |
| Doug Weight     | 11 | 10 | 21   |
| Eric Lindros    | 6  | 11 | 17   |
| Pavel Bure      | 12 | 3  | 15   |
| Martin Ručinský | 9  | 5  | 14   |
| Žigmund Pálffy  | 7  | 6  | 13   |

## Nižší skupiny
Šampionát B skupiny se odehrál v Tychách a v Osvětimi v Polsku, postup na MSJ 1992 si vybojovali Němci, naopak sestoupili Dánové.
1.  Německo

2.  Polsko

3.  Francie

4.  Japonsko

5.  Rumunsko

6.  Nizozemsko

7.  Rakousko

8.  Dánsko
Šampionát C skupiny se odehrál v Bělehradě v Jugoslávii, postup do B skupiny MSJ 1992 si vybojovali Severní Korejci.
1.  KLDR

2.  Itálie

3.  Jugoslávie

4.  Velká Británie

5.  Jižní Korea

6.  Bulharsko

7.  Maďarsko

8.  Řecko